# Kotromanić Katalin cillei grófné
Kotromanić Katalin ( – 1396 körül), németül: Katharina von Bosnien, horvátul, szlovénül és bosnyák nyelven: Katarina Kotromanić, szerbül: Катарина Котроманић, bosnyák királyi hercegnő, Cilli (Celje) grófnéja. I. Tvrtko bosnyák király nővére, Kotromanić Erzsébet magyar királyné unokatestvére és Cillei Borbála királyné nagyanyja, valamint V. István magyar király ükunokája. A Kotromanić-ház tagja.

## Élete
Apja Kotromanić Ulászló, Bosznia régense, I. István bosnyák bánnak és Nemanjić Erzsébet szerb királyi hercegnőnek, IV. István Dragutin szerb király és Árpád-házi Katalin magyar királyi hercegnő (V. István magyar király legidősebb lánya) lányának a fia. Édesanyja Šubić Ilona horvát grófnő.
Férje I. Hermann, a stájerországi Cilli (Celje) grófja volt. 1377-től, öccsének Tvrtko bosnyák bánnak Bosznia királyává koronázásával Katalin királyi hercegnői rangra emelkedett.
Katalin kisebbik fia, II. Hermann cillei gróf örökölte anyja bosnyák királyi trónra való jogát, és 1426. szeptember 2-án a nőtlen és gyermektelen II. Tvrtko bosnyák király kinevezte a nála jó húsz évvel idősebb unokatestvérét, Cillei Hermannt örökösévé. Cillei Hermann azonban előbb halt meg, mint Tvrtko, de a Cillei örökösök ezután sem mondtak le a bosnyák koronáról, és II. Tvrtko halála (1443) után trónjelöltként léptek fel, viszont Cillei Hermann unokájának, Cillei Ulriknak az ellenfele, Hunyadi János a Kotromanić-házi jelöltet, Ostoja István király természetes fiát, István Tamást támogatta, így a Cilleieket kiütötte a boszniai örökségből.
Katalin bosnyák hercegnő V. István magyar király ükunokájaként továbbörökítette unokájára, Cillei Borbálára az Árpád-házi örökséget, aki Zsigmond magyar király feleségeként az Árpád-ház idősebb leányágának a vonalát képviselte a magyar királyi leszármazottak között.

## Gyermekei
- Férjétől, I. Hermann (1332/34–1385) cillei gróftól, 2 fiú
  - János (–1372)
  - Hermann (1360 körül–1435), II. Hermann néven cillei gróf, horvát-szlavón bán, a Boszniai Királyság trónörököse, felesége Anna (1358 körül–1396 körül) schaunbergi  grófnő, 6 gyermek, többek között:
    - Cillei Frigyes (1379–1454), II. Frigyes néven cillei gróf, 1. felesége Frangepán Erzsébet (–1422), Frangepán István lánya, 2. felesége Dešnić Veronika (–1425), gyerekei:
      - (1. feleségétől): Cillei Ulrik (1406–1456), II. Ulrik néven cillei gróf, szlavón bán, Csehország és Magyarország helytartója, felesége Brankovics Katalin (–1490/92), 3 gyermek, akik gyermekkorukban meghaltak, többek között:
        - Cillei Erzsébet (1441–1455), Hunyadi Mátyás jegyese

    - Cillei Anna (1384 körül–1439), férje Garai Miklós (1366 körül–1433) nádor és horvát-szlavón bán, 4 gyermek, többek között:
      - Garai László (1410 körül–1459), Magyarország nádora, felesége Piast Alexandra (1412–1463), I. Bolko tescheni herceg lánya, 5 gyermek, többek között:
        - Garai Anna (1440 körül–1460 után), Hunyadi Mátyás jegyese, 1. férje Héderváry Imre (–1478/81) macsói bán, mosoni főispán, gyermekei nem születtek, 2. férje Újlaki Miklós (1410 körül–1477) bosnyák király, macsói bán, erdélyi vajda

    - Cillei Borbála (1392–1451), férje Luxemburgi Zsigmond (1368–1437), egy leány:
      - Luxemburgi Erzsébet (1409–1442) magyar és cseh királyi hercegnő, férje Habsburg Albert (1397–1439), 4 gyermek:
        - Habsburg Anna (1432–1462), férje Szász Vilmos (1425–1382) türingiai tartománygróf, 2 leány
        - Habsburg Erzsébet (1437–1505), férje IV. Kázmér lengyel király (1427–1492), 13 gyermek, többek között:
          - II. (Jagelló) Ulászló (1456–1516)

        - V. (Habsburg) László (1440–1457)